# Oscar Troncoso
Oscar Troncoso (1925-22 de junio de 2010), historiador argentino. Publicó en las revistas Revista Socialista, Liberalis,  Sagitario, Futuro,  La Vanguardia, Panorama, Cuarto Poder, Redacción, La Razón y Siete Días. Dirigió la revista Desmemoria, con Miguel Unamuno. Trabajó en el Centro Editor de América Latina, donde dirigió las colecciones Diez años de polémica. 1962-1972: los hechos, los hombres (1972); La vida de nuestro pueblo. Una historia de hombres, cosas, trabajos, lugares (1981) Biblioteca política argentina (1984) Conflictos y procesos de la historia argentina contemporánea (1988). La colección fue un anticipo de corrientes historiográficos novedosas conocidas como la historia social o estudio de las culturas populares. Participó en el equipo de trabajo de la colección Los fundamentos de las ciencias del hombre.  
El archivo personal de Oscar Troncoso se puede consultar en el Departamento de Archivos de la Biblioteca Nacional Mariano Moreno.

## Obras
- De Gaulle. Centro Editor de América Latina.
- De Gaulle y el mundo de posguerra. Centro Editor de América Latina.
- Buenos Aires se divierte. Centro Editor de América Latina. 1971.
- Los acuerdos nacionales. Centro Editor de América Latina.
- La revolución del 4 de junio de 1943. Centro Editor de América Latina.
- La rebelión estudiantil en la sociedad de posguerra. Centro Editor de América Latina.
- El pacto Roca-Runciman. Centro Editor de América Latina.
- Los fusilamientos de la Patagonia. Centro Editor de América Latina, 1971.
- Fundadores del gremialismo obrero. Centro Editor de América Latina, 1983.
- El Proceso de Reorganización Nacional: De marzo de 1976 a marzo de 1977. Centro Editor de América Latina, 1984. (5 tomos).
- Bandera proletaria: selección de textos: [1922-1930]. Centro Editor de América Latina, 1985.
- Presidencias y golpes militares del siglo XX. Centro Editor de América Latina, 1986.